# Hazeus maculipinna
Hazeus maculipinna är en fiskart som först beskrevs av Randall och Goren, 1993.  Hazeus maculipinna ingår i släktet Hazeus och familjen smörbultsfiskar. Inga underarter finns listade i Catalogue of Life.